# Michael Levitt
Michael Levitt (n. 9 mai 1947, Pretoria, Africa de Sud) este un profesor de biofizică, cetățean sud-african, israelian și american. Din 1987 este profesor de biologie structurală la Universitatea Stanford, California. Este Fellow of the Royal Society și membru al National Academy of Sciences americane. A făcut cercetări privitoare la aplicarea metodelor teoretice de analiza datelor pe  modele matematice și tehnici de simulare pe calculator la studiul sistemelor biologice, comportamentale și sociale.
Împreună cu Martin Karplus și Arieh Warshel, este laureat al Premiului Nobel pentru Chimie 2013, cu motivarea „pentru dezvoltarea modelelor multiscalare aplicabile în cazul sistemelor chimice complexe”.
Născut la Pretoria într-o familie evreiască originară din Lituania, la vârsta de 15 s-a stabilit în Anglia, unde a studiat la Universitatea Cambridge. La recomandarea profesorilor săi a plecat în Israel pentru a se perfecționa la Institutul Weizmann din Rehovot sub îndrumarea lui Shneur Lifson. Acolo a efectuat cercetări în colaborare cu Arieh Warshel, iar apoi s-a întors la Cambridge pentru a termina teza de doctorat. După un postdoctorat la Univeristatea Harvard, el a emigrat în Israel. Aici s-a casatorit cu Rina, artista plastică, cu care s-a întors în Anglia. La mijlocul anilor 1970, neprimind definitivat pe post la Institutul Weizmann, a acceptat propunerea de a fi profesor la Universitatea California de Sud în Statele Unite. În anii 1979-1987 a revenit în Israel ca profesor la Institutul Weizmann, iar din 1986 este profesor la Universitatea Stanford la Palo Alto.